# Maupertus-sur-Mer
Ne doit pas être confondu avec Maupertuis (Manche).
Maupertus-sur-Mer (Maupertus jusqu'en 1948, prononcé [mopɛʁty]) est une commune française, située dans le département de la Manche en région Normandie, peuplée de 229 habitants.

## Géographie

### Localisation
Les communes limitrophes sont Fermanville, Bretteville, Carneville et Gonneville-Le Theil.

### Géologie et relief
Le point culminant de la commune est à 152 m, et son point le plus bas au niveau de la mer.

### Hydrographie
La commune est située dans le bassin Seine-Normandie. Elle est drainée par le ruisseau du Vivier,.

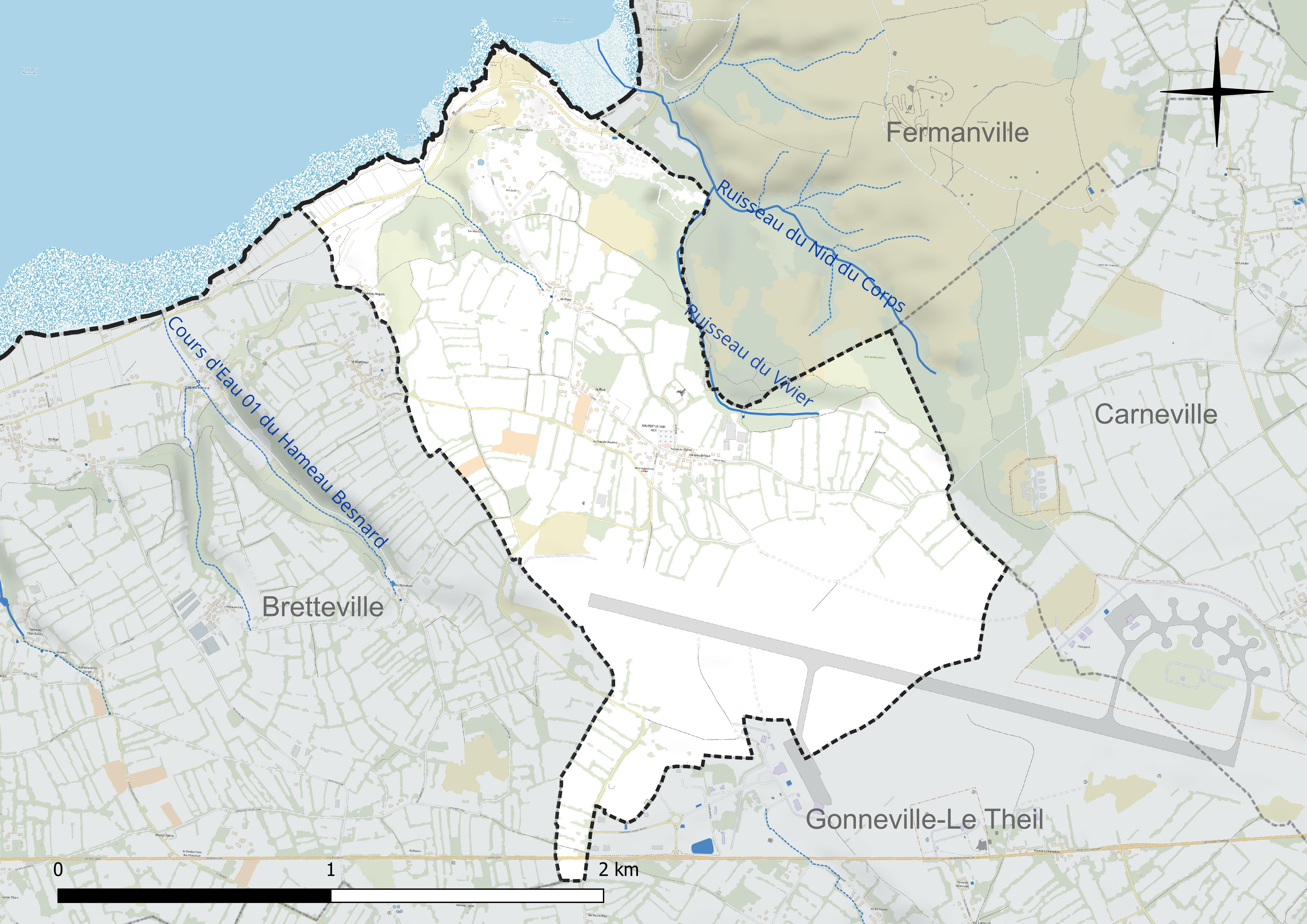
Réseau hydrographique de Maupertus-sur-Mer.

### Climat
Pour des articles plus généraux, voir Climat de la Normandie et Climat de la Manche.
En 2010, le climat de la commune est de type climat océanique franc, selon une étude du CNRS s'appuyant sur une série de données couvrant la période 1971-2000. En 2020, Météo-France publie une typologie des climats de la France métropolitaine dans laquelle la commune est exposée à un climat océanique et est dans la région climatique  Normandie (Cotentin, Orne), caractérisée par une pluviométrie relativement élevée (850 mm/a) et un été frais (15,5 °C) et venté.
Pour la période 1971-2000, la température annuelle moyenne est de 10,7 °C, avec une amplitude thermique annuelle de 10,8 °C. Le cumul annuel moyen de précipitations est de 1 069 mm, avec 15,3 jours de précipitations en janvier et 8,7 jours en juillet. Pour la période 1991-2020, la température moyenne annuelle observée sur la station météorologique la plus proche, située sur la commune de Gonneville-Le Theil à 3 km à vol d'oiseau, est de 11,0 °C et le cumul annuel moyen de précipitations est de 940,4 mm,. Pour l'avenir, les paramètres climatiques de la commune estimés pour 2050 selon différents scénarios d’émission de gaz à effet de serre sont consultables sur un site dédié publié par Météo-France en novembre 2022.

### Milieux naturels et biodiversité
- Anse du Brick, partagée entre Maupertus et Fermanville, et où la plaine côtière a presque complètement disparue, et offre des altitudes supérieures à 40 mètres dominant directement la mer[8]. Cavité de la pointe du Brick classée espace naturel.
- Anse du Poulet.

## Urbanisme

### Typologie
Au 1er janvier 2024, Maupertus-sur-Mer est catégorisée commune rurale à habitat dispersé, selon la nouvelle grille communale de densité à sept niveaux définie par l'Insee en 2022.
Elle est située hors unité urbaine.
Par ailleurs la commune fait partie de l'aire d'attraction de Cherbourg-en-Cotentin, dont elle est une commune de la couronne,. Cette aire, qui regroupe 77 communes, est catégorisée dans les aires de 50 000 à moins de 200 000 habitants,.
La commune, bordée par la Manche, est également une commune littorale au sens de la loi du 3 janvier 1986, dite loi littoral. Des dispositions spécifiques d’urbanisme s’y appliquent dès lors afin de préserver les espaces naturels, les sites, les paysages et l’équilibre écologique du littoral, tel le principe d'inconstructibilité, en dehors des espaces urbanisés, sur la bande littorale des 100 mètres, ou plus si le plan local d'urbanisme le prévoit.

### Occupation des sols
L'occupation des sols de la commune, telle qu'elle ressort de la base de données européenne d’occupation biophysique des sols Corine Land Cover (CLC), est marquée par l'importance des territoires agricoles (53,8 % en 2018), une proportion identique à celle de 1990 (53,8 %).
La répartition détaillée en 2018 est la suivante : prairies (33,7 %), terres arables (18,7 %), zones industrielles ou commerciales et réseaux de communication (18,6 %), zones urbanisées (12 %), milieux à végétation arbustive et/ou herbacée (8,2 %), forêts (7,4 %), zones agricoles hétérogènes (1,3 %), zones humides côtières (0,1 %).

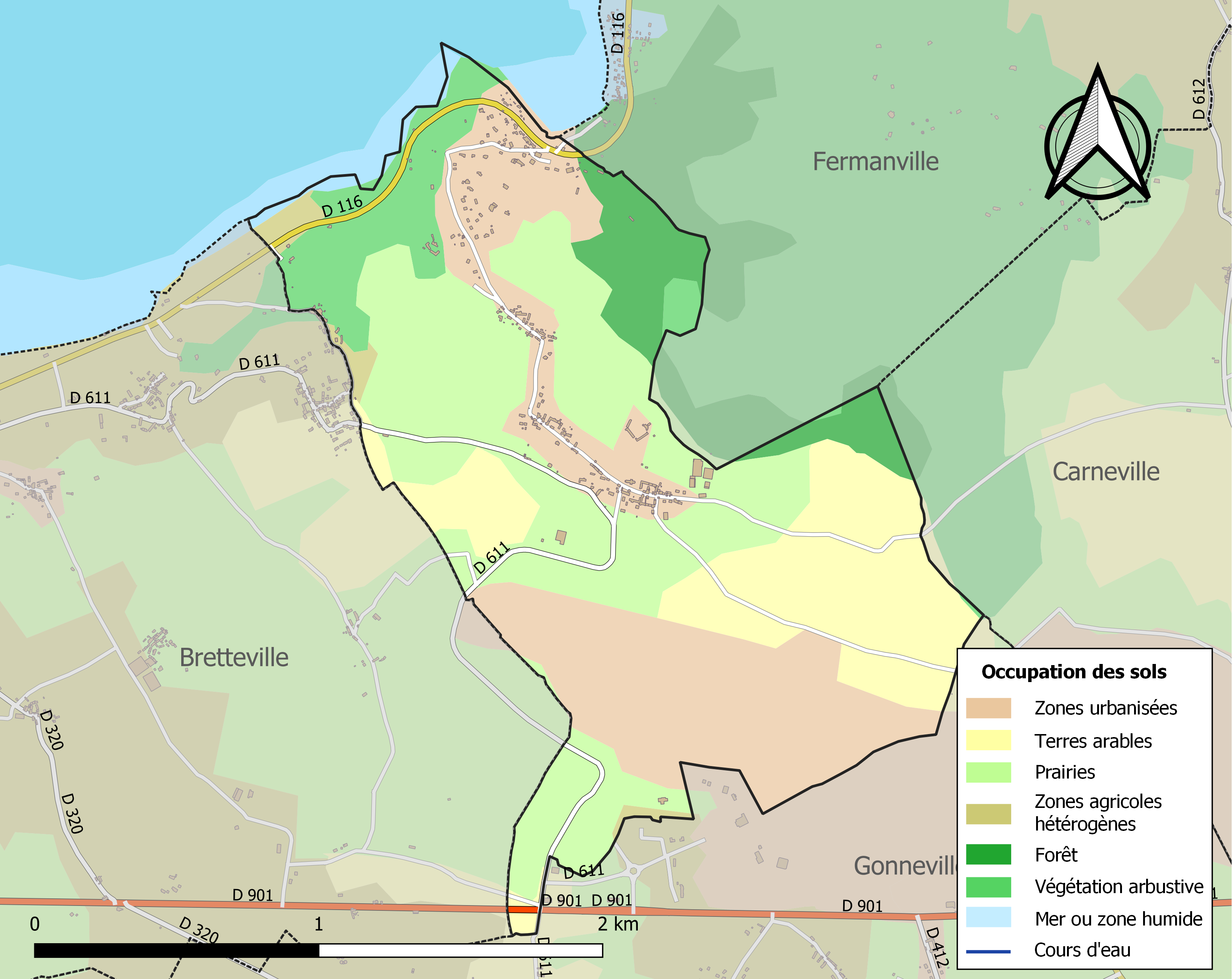
Carte des infrastructures et de l'occupation des sols de la commune en 2018 (CLC).

L'évolution de l’occupation des sols de la commune et de ses infrastructures peut être observée sur les différentes représentations cartographiques du territoire : la carte de Cassini (XVIIIe siècle), la carte d'état-major (1820-1866) et les cartes ou photos aériennes de l'IGN pour la période actuelle (1950 à aujourd'hui).

## Toponymie
Le nom de la localité est attesté sous les formes Malpertus en 1217, Malo Pertuso vers 1280, Malpertusus sans date.
Le toponyme est issu de l'ancien français mal pertuis, « mauvais passage »,, dont mal pertus est une forme locale et désignerait l'entrée du port.
La prononciation est [mopɛʁty].
La référence à la mer est rajoutée en 1948.

### Micro-toponymie
L'anse du Poulet, avec poulet issu du scandinave pollr qui signifie : anse arrondie, petite baie.

## Histoire

### Antiquité
Comme dans les communes de Réthoville ou de Flamanville, on a trouvé à Maupertus des coins en bronze, attestant d'une occupation ancienne.

### Moyen Âge
Vers 1180, Hamon Le Bouteiller, bailli de Cotentin, qui tenait le fief de Maupertus, donna l'église aux religieux de Longues. Plus tard, le fief passa dans la famille de Pirou.

### Temps modernes
En 1567, Ollivier de Pirou, écuyer, sieur de Beaumont en Néville, de Fermanville, de Mangneville à Cosqueville, de Gonneville, de Maupertus et de Rideauville, est taxé pour ces fiefs de 134 livres dans le rôle des nobles et roturiers, au titre du ban et de l'arrière ban de la vicomté de Coutances, réalisé par Gilles Dancel, seigneur d'Audouville, lieutenant général du bailli de Cotentin, tenu à Coutances les 20-22 octobre. Le fief noble de Maupertus était tenu du fief de Sottevast. À la mort de son fils, Jean de Pirou, la succession est partagée entre ses trois sœurs. C'est Jeanne, mariée au sieur de Vauville, Louis Le Poupet, qui reçut Maupertus et Beaumont. Comme à Gonneville, c'est le neveu de Jeanne, Charles Jallot (1600-1673), fils de Charlotte de Pirou qui recueillit le fief de Maupertus et l'ajouta à celui de Gonneville. Charles Jallot marié à Suzanne de Bellefonds avec qui il eut plusieurs enfants, dont la dernière fille, Suzanne comme sa mère, qui épousa le marquis Antoine de Longaunay, gouverneur des ville et château de Carentan. C'est son fils, François-Antoine de Longaunay, qui succéda en 1673 à son grand-père Charles Jallot.

### Révolution française et Empire
Au moment de la Révolution, Jean-Nicolas de Berruyer, capitaine de dragons du régiment de la reine, seigneur châtelain de Maupertus, Quinéville, Gonneville, Fermanville, le Breuil, Mesnil-Eury et autres lieux, dut en mars 1792, émigrer. Après la Révolution, le presbytère, l'écurie, le pressoir et un herbage de trois vergées furent achetés par M. Lecourt, mais ayant de faibles ressources, il les revendit à des particuliers, qui eux-mêmes les revendirent en 1824 à la commune. Jean-François Lecourt (1747-1819) curé de Maupertus au moment de la Révolution qui avait prêté serment à la Constitution civile du clergé et s'était rétracté publiquement, continua d'exercer son ministère et se cachait avec l'aide du maire, Charles Dorey, qui le prévenait en cas de perquisition.
Jusqu'en 1800, la commune appartenait au canton de Digosville. À cette date, elle fut rattachée et ce jusqu'au élections de 2015 au canton de Saint-Pierre-Église avant d'être rattaché au nouveau canton du Val-de-Saire.
De 1827 à 1837, il y eut une école avec pensionnat où des jeunes gens de Cherbourg venaient pour y apprendre le latin, mais qui dut fermer, car son fondateur n'avait pas demandé l'autorisation, comme exigée par la loi.

### Époque contemporaine
Le 22 mars 1870, on pose la première pierre de la nouvelle église Saint-Martin, qui sera consacrée le 20 janvier 1886.
En 1943, à la suite de la volonté des Allemands d'agrandir le terrain d'aviation, il est ordonné à la population de transférer le cimetière resté sur le site de l'ancienne église. Les corps seront alors transférés par la population dans le nouveau cimetière autour de l'église.

## Politique et administration
| Période                                  | Période   | Identité               | Étiquette | Qualité              |
| ---------------------------------------- | --------- | ---------------------- | --------- | -------------------- |
| 1796                                     | 1797      | Charles Dorey          |           |                      |
|                                          |           |                        |           |                      |
| 1935                                     | 1965      | Désiré Vautier         |           |                      |
| 1965                                     | 1969      | Max Tornes             |           |                      |
| 1969                                     | 1983      | Louis François Bourdet |           |                      |
| 1983                                     | 1989      | Pierre Durel           |           |                      |
| 1989                                     | 1995      | Eugène Raymond Tirel   |           |                      |
| 1995                                     | mars 2001 | Thierry Gervaise       |           |                      |
| mars 2001                                | 2020      | Michel Lemaréchal      | SE        | Chef de service ESAT |
| 2020                                     | En cours  | Thierry Gervaise       |           |                      |
| Les données manquantes sont à compléter. |           |                        |           |                      |

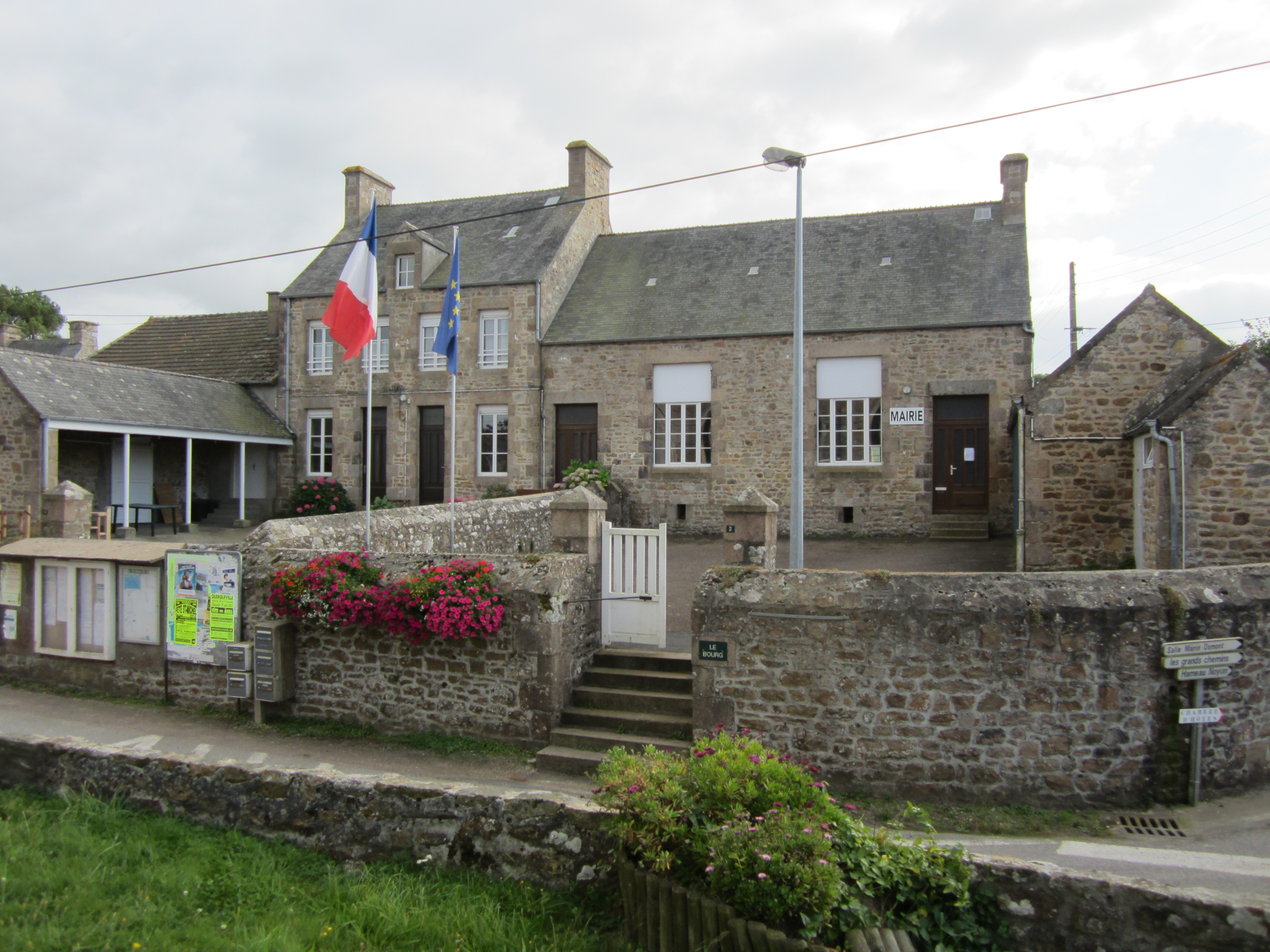
La mairie.

Le conseil municipal est composé de onze membres dont le maire et deux adjoints.

## Population et société
Les habitants de la commune sont appelés les Maupertusais.

### Démographie
L'évolution du nombre d'habitants est connue à travers les recensements de la population effectués dans la commune depuis 1793. Pour les communes de moins de 10 000 habitants, une enquête de recensement portant sur toute la population est réalisée tous les cinq ans, les populations de référence des années intermédiaires étant quant à elles estimées par interpolation ou extrapolation. Pour la commune, le premier recensement exhaustif entrant dans le cadre du nouveau dispositif a été réalisé en 2008.
En 2022, la commune comptait 229 habitants, en évolution de +4,09 % par rapport à 2016 (Manche : −0,31 %, France hors Mayotte : +2,11 %).
Maupertus a compté jusqu'à 467 habitants en 1821.
| 1793 | 1800 | 1806 | 1821 | 1831 | 1836 | 1841 | 1846 | 1851 |
| ---- | ---- | ---- | ---- | ---- | ---- | ---- | ---- | ---- |
| 359  | 320  | 411  | 467  | 381  | 325  | 315  | 334  | 326  |

| 1856 | 1861 | 1866 | 1872 | 1876 | 1881 | 1886 | 1891 | 1896 |
| ---- | ---- | ---- | ---- | ---- | ---- | ---- | ---- | ---- |
| 318  | 328  | 340  | 273  | 282  | 237  | 222  | 195  | 172  |

| 1901 | 1906 | 1911 | 1921 | 1926 | 1931 | 1936 | 1946 | 1954 |
| ---- | ---- | ---- | ---- | ---- | ---- | ---- | ---- | ---- |
| 168  | 171  | 178  | 242  | 223  | 204  | 170  | 190  | 162  |

| 1962 | 1968 | 1975 | 1982 | 1990 | 1999 | 2006 | 2008 | 2013 |
| ---- | ---- | ---- | ---- | ---- | ---- | ---- | ---- | ---- |
| 120  | 107  | 154  | 216  | 242  | 270  | 259  | 257  | 229  |

| 2018 | 2022 | - | - | - | - | - | - | - |
| ---- | ---- | - | - | - | - | - | - | - |
| 219  | 229  | - | - | - | - | - | - | - |

## Économie
Jusqu'en 1922 a fonctionné une carrière, achetée par la ville de Lille pour fournir les pavés nécessaires à cette dernière.

## Culture locale et patrimoine

### Lieux et monuments

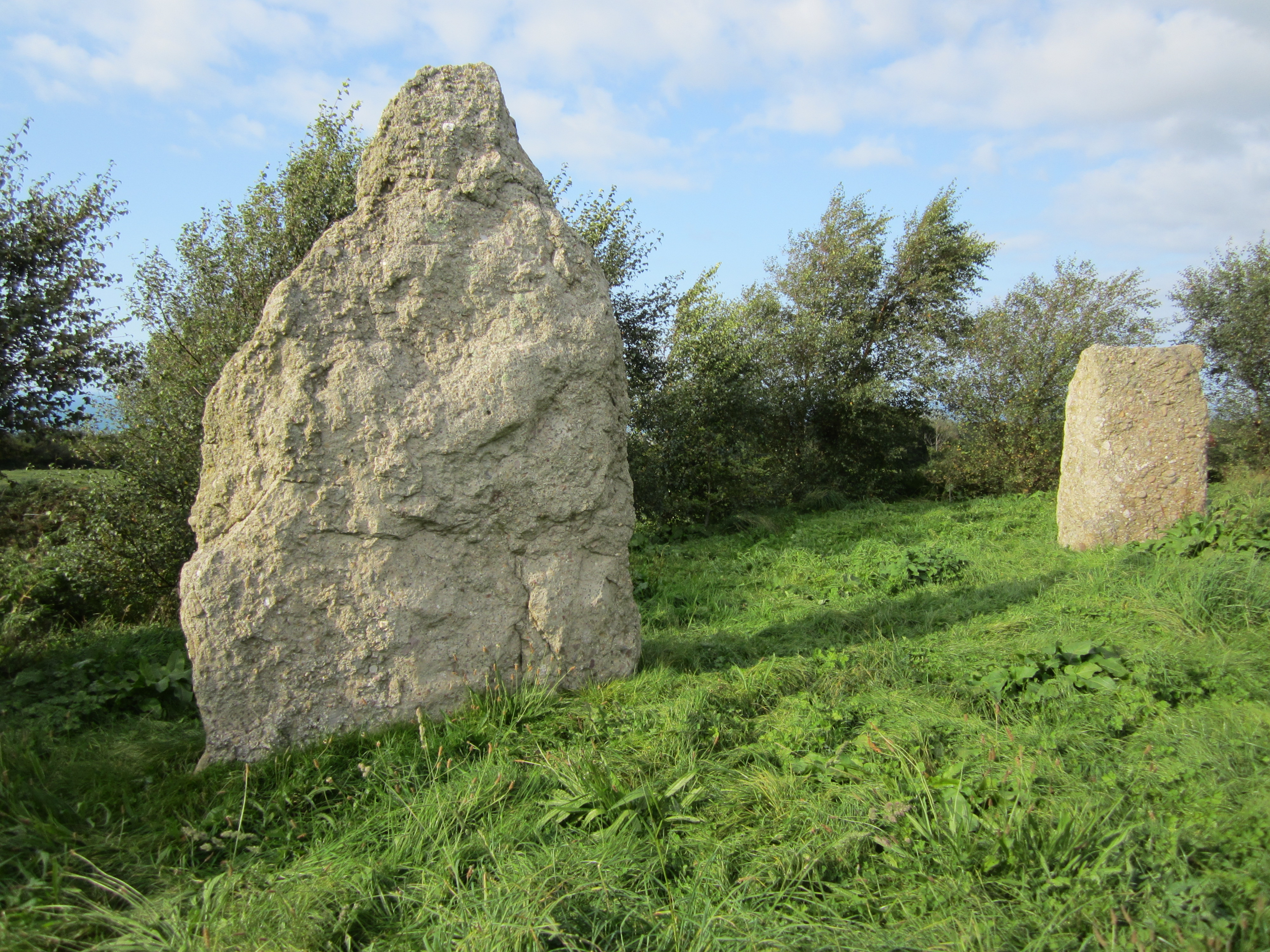
Le menhir de la Grande Pierre.

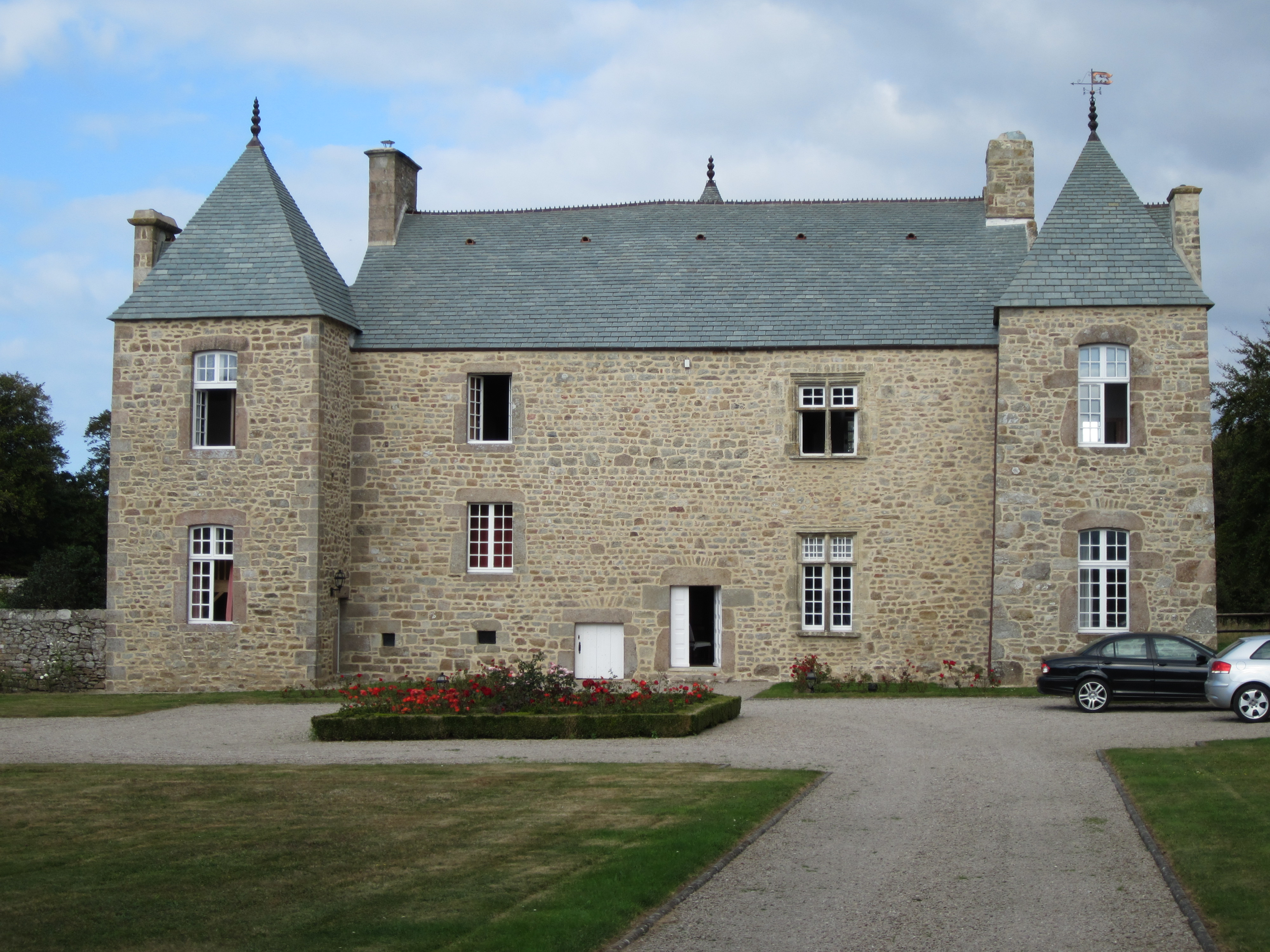
Le manoir de Maupertus.

- Aéroport de Cherbourg - Manche, qui s'étend sur les communes de Maupertus et Gonneville, et dont la construction a débuté en 1937[29]. Lors de la Seconde Guerre mondiale il a été vivement défendu par les Allemands qui y avaient installé des batteries de DCA.
- Menhir de la Grande Pierre en poudingue (2500 à 4000 ans Modèle:Av jc), sur le bord de la D611 classé au titre des monuments historiques depuis 1889[34]. D'une hauteur de quatre mètres, il avait été abattu pendant la Seconde Guerre mondiale et fut relevé en 1997 en limite de l'aéroport.
- Manoir de Maupertus des XVe, XVIe – XIXe siècles. La ferme-manoir avec un vieux puits en pierre, construite par la famille de Pirou, seigneur de Maupertus, est partiellement inscrite au titre des monuments historiques depuis le 30 mai 1978[35].
- Église Saint-Martin reconstruite à partir de 1872 en style néogothique au centre de la paroisse, en grande partie aux frais personnels de Marie-Barbe de Longaunay (1794-1891)[27],[Note 5] et avec le concours de la population qui offrit son travail, pour remplacer l'ancienne église Saint-Martin dont il ne reste plus de trace[36] et qui se dressait au Clos de l'église. La nouvelle église fut consacrée en 1886.

Elle arbore au fronton de son portail un haut-relief saint Martin et le pauvre du XVIe. À l'intérieur, christ en croix (du XVIIIe, tableau donation du rosaire du XVIIIe, fonts baptismaux du XVIIIe.
- Croix de cimetière du XVIIe siècle.
- Puits en pierre au hameau de La Rue.
- Restes d'une position allemande, sur un éperon rocheux, surmontant le site du Grand Castel.
- Site du Grand Castel interprété comme une vigie romaine[Note 6]. En 1788, on y a découvert plus de 80 médailles du Haut-Empire[28].